# Wereldkampioenschap cricket 1992
Het wereldkampioenschap cricket 1992 was het vijfde wereldkampioenschap cricket. Het toernooi werd van 22 februari tot en met 25 maart in Australië en Nieuw-Zeeland gespeeld.
Na de vorige editie werden er in het cricketspel veel veranderingen doorgevoerd. Zoals het gebruik van witte ballen en kleding in landskleuren, wedstrijden zowel overdag als 's avonds, de invoering van het Duckworth/Lewis systeem om de uitslag van wedstrijden te bepalen die door regen zijn ingekort, Zuid-Afrika werd een test nation, het mogen inzetten van pinch-hitters en er werden spin-bowlers gebruikt om de slagman te verrassen. Ook de opzet van het toernooi werd heel anders.
Er waren 9 teams die mee deden: Australië, Engeland, India, Pakistan, Nieuw-Zeeland, Zuid-Afrika, West-Indië en Sri Lanka. Deze teams speelden allemaal één keer tegen elkaar, waarna de beste vier teams geplaatst waren voor de halve finales.
Pakistan won het toernooi door op het Melbourne cricket ground Engeland met 22 runs verschil te verslaan. Nieuw-Zeeland werd 3e en Zuid-Afrika 4e.

## Eerste ronde
| Team          | Pnt | Wd | V | NR | T | RD   | RR   |
| ------------- | --- | -- | - | -- | - | ---- | ---- |
| Nieuw-Zeeland | 14  | 8  | 1 | 0  | 0 | 0.59 | 4.76 |
| Engeland      | 11  | 8  | 2 | 1  | 0 | 0.47 | 4.36 |
| Zuid-Afrika   | 10  | 8  | 3 | 0  | 0 | 0.14 | 4.36 |
| Pakistan      | 9   | 8  | 3 | 1  | 0 | 0.17 | 4.33 |
| Australië     | 8   | 8  | 4 | 0  | 0 | 0.20 | 4.22 |
| West-Indië    | 8   | 8  | 4 | 0  | 0 | 0.07 | 4.14 |
| India         | 5   | 8  | 5 | 1  | 0 | 0.14 | 4.95 |
| Sri Lanka     | 5   | 8  | 5 | 1  | 0 | 0.68 | 4.21 |
| Zimbabwe      | 2   | 8  | 7 | 0  | 0 | 1.14 | 4.03 |

| 22-02-1992 | Nieuw-Zeeland 248/6 (50 ov.)   | Australië 211ao (48.1 ov.)     | Nieuw-Zeeland wint met 37 runs.   | Auckland, Nieuw-Zeeland     |
| 22-02-1992 | Engeland 236/9 (50 ov.)        | India 227ao (49.2 ov.)         | Engeland wint met 9 runs.         | Perth, Australië            |
| 23-02-1992 | Zimbabwe 312/4 (50 ov.)        | Sri Lanka 313/7 (49.2 ov.)     | Sri Lanka wint met 3 wickets.     | New Plymouth, Nieuw-Zeeland |
| 23-02-1992 | Pakistan 220/2 (50 ov.)        | West-Indië 221/0 (46.5 ov.)    | West-Indië wint met 10 wickets.   | Melbourne, Australië        |
| 25-02-1992 | Sri Lanka 206/9 (50 ov.)       | Nieuw-Zeeland 210/4 (48.2 ov.) | Nieuw-Zeeland wint met 6 wickets. | Hamilton, Nieuw-Zeeland     |
| 26-02-1992 | Australië 170/9 (49 ov.)       | Zuid-Afrika 171/1 (46.5 ov.)   | Zuid-Afrika wint met 9 wickets.   | Sydney, Australië           |
| 27-02-1992 | Pakistan 254/4 (50 ov.)        | Zimbabwe 201/7 (50 ov.)        | Pakistan wint met 53 runs.        | Hobart, Australië           |
| 27-02-1992 | West-Indië 157ao (49.2 ov.)    | Engeland 160/4 (39.5 ov.)      | Engeland wint met 6 wickets.      | Melbourne, Australië        |
| 28-02-1992 | India 1/0 (0.2 ov.)            | Sri Lanka                      | "No result" door hevige regen     | Mackay, Australië           |
| 29-02-1992 | Zuid-Afrika 190/7 (50 ov.)     | Nieuw-Zeeland 191/3 (34.3 ov.) | Nieuw-Zeeland wint met 7 wickets. | Auckland, Nieuw-Zeeland     |
| 29-02-1992 | West-Indië 264/8 (50 ov.)      | Zimbabwe 189/7 (50 ov.)        | West-Indië wint met 75 runs.      | Brisbane, Australië         |
| 01-03-1992 | Australië 237/9 (50 ov.)       | India 234ao (47 ov.)           | Australië wint met 3 runs.        | Brisbane, Australië         |
| 01-03-1992 | Pakistan 74ao (40.2 ov.)       | Engeland 24/1 (8 ov.)          | "No result" door hevige regen     | Adelaide, Australië         |
| 02-03-1992 | Zuid-Afrika 195ao (50 ov.)     | Sri Lanka 198/7 (49.5 ov.)     | Sri Lanka wint met 3 wickets.     | Wellington, Nieuw-Zeeland   |
| 03-03-1992 | Nieuw-Zeeland 162/3 (20.5 ov.) | Zimbabwe 105/7 (18 ov.)        | Nieuw-Zeeland wint met 48 runs.   | Napier, Nieuw-Zeeland       |
| 04-03-1992 | India 216/7 (49 ov.)           | Pakistan 173ao (48.1 ov.)      | India wint met 43 runs.           | Sydney, Australië           |
| 05-03-1992 | Zuid-Afrika 200/8 (50 ov.)     | West-Indië 136ao (38.4 ov.)    | Zuid-Afrika wint met 64 runs.     | Christchurch, Nieuw-Zeeland |
| 05-03-1992 | Australië 171ao (49 ov.)       | Engeland 173/2 (40.5 ov.)      | Engeland wint met 8 wickets.      | Sydney, Australië           |
| 07-03-1992 | India 203/7 (32 ov.)           | Zimbabwe 104/1 (19.1 ov.)      | India wint met 55 runs.           | Hamilton, Nieuw-Zeeland     |
| 07-03-1992 | Sri Lanka 189/9 (50 ov.)       | Australië 190/3 (44 ov.)       | Australië wint met 7 wickets.     | Adelaide, Australië         |
| 08-03-1992 | West-Indië 203/7 (50 ov.)      | Nieuw-Zeeland 206/5 (48.3 ov.) | Nieuw-Zeeland wint met 5 wickets. | Auckland, Nieuw-Zeeland     |
| 08-03-1992 | Zuid-Afrika 211/7 (50 ov.)     | Pakistan 173/8 (36 ov.)        | Zuid-Afrika wint met 20 runs.     | Brisbane, Australië         |
| 09-03-1992 | Engeland 280/6 (50 ov.)        | Sri Lanka 174ao (44 ov.)       | Engeland wint met 106 runs.       | Ballarat, Australië         |
| 10-03-1992 | India 197ao (49.4 ov.)         | West-Indië 195/5 (40.2 ov.)    | West-Indië wint met 5 wickets.    | Wellington, Nieuw-Zeeland   |
| 10-03-1992 | Zimbabwe 163ao (48.3 ov.)      | Zuid-Afrika 164/3 (45.1 ov.)   | Zuid-Afrika wint met 7 wickets.   | Canberra, Australië         |
| 11-03-1992 | Pakistan 220/9 (50 ov.)        | Australië 172ao (45.2 ov.)     | Pakistan wint met 48 runs.        | Perth, Australië            |
| 12-03-1992 | India 230/6 (50 ov.)           | Nieuw-Zeeland 231/6 (47.1 ov.) | Nieuw-Zeeland wint met 4 wickets. | Dunedin, Nieuw-Zeeland      |
| 12-03-1992 | Zuid-Afrika 236/4 (50 ov.)     | Engeland 226/7 (40.5 ov.)      | Engeland wint met 3 wickets.      | Melbourne, Australië        |
| 13-03-1992 | West-Indië 268/8 (50 ov.)      | Sri Lanka 177/9 (50 ov.)       | West-Indië wint met 91 runs.      | Berri, Australië            |
| 14-03-1992 | Australië 265/6 (46 ov.)       | Zimbabwe 137ao (41.4 ov.)      | Australië wint met 128 runs.      | Hobart, Australië           |
| 15-03-1992 | Engeland 200/8 (50 ov.)        | Nieuw-Zeeland 201/3 (40.5 ov.) | Nieuw-Zeeland wint met 7 wickets. | Wellington, Nieuw-Zeeland   |
| 15-03-1992 | India 180/6 (30 ov.)           | Zuid-Afrika 181/4 (29.1 ov.)   | Zuid-Afrika wint met 6 wickets.   | Adelaide, Australië         |
| 15-03-1992 | Sri Lanka 212/6 (50 ov.)       | Pakistan 216/6 (49.1 ov.)      | Pakistan wint met 4 wickets.      | Perth, Australië            |
| 18-03-1992 | Nieuw-Zeeland 166ao (48.2 ov.) | Pakistan 167/3 (44.4 ov.)      | Pakistan wint met 7 wickets.      | Christchurch, Nieuw-Zeeland |
| 18-03-1992 | Zimbabwe 134ao (46.1 ov.)      | Engeland 125ao (49.1 ov.)      | Zimbabwe wint met 9 runs.         | Albury, Australië           |
| 18-03-1992 | Australië 216/6 (50 ov.)       | West-Indië 159ao (42.4 ov.)    | Australië wint met 57 runs.       | Melbourne, Australië        |

## Halve finale
| 21-03-1992 | Nieuw-Zeeland 262/7 (50 ov.) | Pakistan 264/6 (49 ov.)    | Pakistan wint met 4 wickets.                                          | Auckland, Nieuw-Zeeland |
| 22-03-1992 | Engeland 252/6 (45 ov.)      | Zuid-Afrika 232/6 (43 ov.) | Engeland wint met 19 runs wedstrijd beslist op basis van regen-regels | Sydney, Australië       |

## Finale
| 25-03-1992 | Pakistan 249/6 | Engeland 227ao (49.2 ov.) | Pakistan wint met 22 runs. | Melbourne, Australië |

Regulier wereldkampioenschap (One Day International)
Wereldkampioenschap Twenty20

Wereldkampioenschap testcricket